# Aos Teus Olhos
Aos Teus Olhos é um filme brasileiro do gênero drama de 2018. Baseado na peça “O Princípio de Arquimedes”, de Josep Maria Miró e no filme "El vírus de la Por" de Ventura Pons, é dirigido por Carolina Jabor, com roteiro adaptado de Lucas Paraizo. Conta a história de um professor de natação acusado de assédio por pais de um de seus alunos. É protagonizado por Daniel de Oliveira e conta com Marco Ricca, Luisa Arraes, Gustavo Falcão e Malu Galli nos demais papéis.

## Sinopse
O professor de natação, Rubens (Daniel de Oliveira), é acusado por pais de um de seus alunos de ter beijado na boca do filho deles no vestiário do clube. Quando essa acusação ganha repercussão nos grupos e redes sociais, cai sobre Rubens um julgamento precipitado sobre suas ações e intenções.

## Elenco
- Daniel de Oliveira como Rubens
- Marco Ricca como Davi
- Malu Galli como Ana
- Gustavo Falcão como Heitor
- Stella Rabello como Marisa
- Luisa Arraes como Sofia
- Pedro Sol como Rick
- Luiz Felipe Mello como Alex

## Principais prêmios e indicações
| Ano  | Associações                             | Categoria               | Nomeações          | Resultado | Ref.  |
| ---- | --------------------------------------- | ----------------------- | ------------------ | --------- | ----- |
| 2017 | Festival Internacional de Cinema do Rio | Melhor Filme            | Carolina Jabor     | Venceu    |       |
| 2017 | Festival Internacional de Cinema do Rio | Melhor Ator             | Daniel de Oliveira | Venceu    |       |
| 2017 | Festival Internacional de Cinema do Rio | Melhor Ator Coadjuvante | Marco Ricca        | Venceu    |       |
| 2017 | Festival Internacional de Cinema do Rio | Melhor Roteiro          | Lucas Paraizo      | Venceu    |       |
| 2018 | Festival de Cine de Guadalajara         | Melhor Filme            | Carolina Jabor     | Indicado  |       |
| 2019 | Grande Prêmio do Cinema Brasileiro      | Melhor Direção          | Carolina Jabor     | Indicado  |       |
| 2019 | Prêmio Guarani de Cinema Brasileiro     | Melhor Ator             | Daniel de Oliveira | Indicado  | [ 3 ] |
| 2019 | Prêmio Guarani de Cinema Brasileiro     | Melhor Roteiro Adaptado | Lucas Paraizo      | Indicado  | [ 3 ] |